# Charlie i la fàbrica de xocolata (pel·lícula)
Charlie i la fàbrica de xocolata (títol original en anglès Charlie and the Chocolate Factory) és una pel·lícula britànicoestatunidenca de l'any 2005 basada en la novel·la homònima de Roald Dahl (escrita en el 1963), autor britànic de literatura infantil, i dirigida per Tim Burton. S'ha doblat al català.
La cinta és protagonitzada per Johnny Depp, qui interpreta Willy Wonka, i Freddie Highmore, qui interpreta Charlie. Ha estat filmada a Yorkshire, Anglaterra i és la segona adaptació de la novel·la Charlie i la fàbrica de xocolata; la primera es filmà el 1971 i portà el nom de Willy Wonka & the Chocolate Factory, protagonitzada per Gene Wilder com Willy Wonka. John August va escriure el guió per aquesta nova adaptació, qui ja havia treballat anteriorment amb Tim Burton com a guionista el 2003 al film Big Fish. Segons els seus comentaris, August no havia vist la versió del 1971 quan començà amb aquest projecte, i la primera pregunta que li feu a Tim Burton fou si era convenient que veiés el film abans de començar amb el guió. Burton s'hi negà. És per això que aquesta pel·lícula és una nova versió del llibre i no una versió de la del 1971.

## Argument[2]
Charlie Bucket és un nen amable i educat que viu en una cabana de fusta amb el seu pare, la seva mare, i els seus quatre avis. La família del Charlie viu del sou del seu pare. La família viu admirant Willy Wonka i la seva xocolateria, situada a algunes desenes de metres de la barraca. El jove Charlie viu en la calor d'una família amorosa i unida, tot i que la manca de mitjans es fa sentir cruelment. Tanmateix, a cada aniversari, Charlie rep una rajola de xocolata Wonka. Un any, el més cèlebre confiter del món anuncia que de manera excepcional, obrirà les portes de la seva fàbrica als cinc nens que tinguin la sort de descobrir un tiquet d'or en una de les seves rajoles de xocolata.
Els quatre primers tiquets són descoberts per Augustus Gloup, un noi alemany llaminer i obès, Veruca Salt, una noia britànica capritxosa i aviciada pels seus pares, Violette Beauregard, una noia americana enganxada al xiclet, esportiva, i orgullosa, i Mike Teevee, un noi americà hiperactiu, vanitós, obsessionat per la televisió i els videojocs, que té fàstic envers la xocolata. Charlie troba per casualitat un bitllet de banc que es gasta per comprar una superdelícia Wonka a la confiteria; aquesta conté l'últim tiquet d'or. Havent d'anar acompanyats els feliços guanyadors en la visita, Charlie hi va amb el seu avi.

## Repartiment
| Personatges                        | Veu original en anglès | Doblatge al català  |
| ---------------------------------- | ---------------------- | ------------------- |
| Willy Wonka                        | Johnny Depp            | Luis Posada         |
| Charlie Bucket                     | Freddie Highmore       | Andrés Arahuete     |
| Avi Joe                            | David Kelly            | Emili Freixas       |
| Wilbur Wonka                       | Christopher Lee        | Josep Maria Ullod   |
| Violet Beuregard                   | AnnaSophia Robb        | Paula Ribó          |
| Veruca Salt                        | Julia Winter           | (desconegut)        |
| Mike Teavee                        | Jordan Fry             | (desconegut)        |
| Augustus Gloop                     | Philip Wiegratz        | (desconegut)        |
| Sra. Bucket (mare del Charlie)     | Helena Bonham Carter   | Núria Mediavilla    |
| Sr. Bucket (pare del Charlie)      | Noah Taylor            | Xavier Fernández    |
| Sra. Beuregard (mare de la Violet) | Missi Pyle             | Maria Moscardó      |
| Sr. Salt (pare de la Veruca)       | James Fox              | Jaume Comas         |
| Sr. Teavee (pare del Mike)         | Adam Godley            | Jordi Hurtado       |
| Sra. Gloop (mare del Augustus)     | Franziska Troegner     | Alicia Laorden      |
| Àvia Josephine                     | Liz Smith              | Carme Contreras     |
| Avi George                         | David Morris           | Antoni Crespo       |
| Àvia Georgina                      | Eileen Essell          | Marta Martorell     |
| Príncep Pondicherry                | Nitin Ganatra          | José Javier Serrano |
| Reporter                           | Todd Boyce             | Antoni Forteza      |
| Home del carrer                    | Kevin Eldon            | Quim Roca           |
| Venedor de xocolata                | Oscar James            | Alfonso Valls       |
| Clienta                            | Colette Appleby        | Montserrat Roig     |
| Narrador                           | Geoffrey Holder        | Joan Carles Gustems |